# Izba Aptekarska (Rosja)
Izba aptekarska ros. Аптекарская палата, funkcjonująca w Rosji w latach 1593/94–1714, początkowo pałacowy, następnie państwowy organ władzy, odpowiedzialny za służbę medyczną i zdrowie rodziny carskiej.